# Посольство Эсватини в Бельгии
Посольство Эсватини в Бельгии — официальное дипломатическое представительство Эсватини в Бельгии. Оно располагается в Брюсселе на проспекте Уинстона Черчилля, 188. Посол Эсватини в Бельгии (с 2010 года) — Джоэль Муса Нлеко.
Посольство аккредитовано также в следующих странах: Германия, Люксембург, Нидерланды, Польша, Словакия, Турция, Франция, Чехия, Югославия.